# パニック障害
パニック障害（パニックしょうがい、英語: Panic disorder ; PD）とは、予期しないパニック発作（Panic attacks, PA）が繰り返し起こっており、1か月以上にわたりパニック発作について心配したり、行動を変えているという特徴を持つ不安障害に分類される精神障害。
きっかけのないパニック発作は、4つ以上の特定の症状が急速に、10分以内に、頂点に達する。典型的な悪化の仕方では最終的に広場恐怖症へと進展する。まれに幻聴や幻覚が起こることで知られるが、統合失調症ではない。
『精神障害の診断と統計マニュアル』第2版(DSM-II)における不安神経症は、1980年の第3版のDSM-IIIでは本項のパニック障害と、パニックがなく不安-心配-だけが持続している全般性不安障害へと分離された。1992年には、世界保健機関(WHO)の『国際疾病分類』(ICD-10)にも記載された。DSM-5ではパニック症の診断名も併記されている。
近年の研究によってその多くは心理的葛藤によるものではなく、脳機能障害として扱われるようになってきている。具体的には、脳内のノルアドレナリン系の核にあたる青斑核におけるGABA系システムの制御機能障害である。
治療には認知行動療法や薬物療法が推奨されている（「パニック障害#治療」を参照）。治療には抗うつ薬が有効だが、ベンゾジアゼピン系抗不安薬が多用されているという2008年の指摘がある。45歳以降の発症では、身体疾患や薬物が原因である可能性がある。カフェインを中止することが良い結果をもたらすことがある。

## 定義
精神医学的障害の一種である。

## 症状
定型的なパニック障害は、突然生じるパニック発作によって始まる。本能的な危険を察知する扁桃体が活動しすぎて、必要もないのに戦闘体制に入り、呼吸や心拍数を増やしてしまう。続いてその発作が再発するのではないかと恐れる「予期不安」と、それに伴う症状の慢性化が生じる。さらに長期化するにつれて、症状が生じた時に逃れられない場面を回避して、生活範囲を限定する「広場恐怖症」が生じてくる。

### パニック発作
パニック障害患者は、日常生活にストレスを溜め込みやすい環境で暮らしていることが多く、発作は、満員電車などの人が混雑している閉鎖的な狭い空間、車道や広場などを歩行中に突然、強いストレスを覚え、動悸、息切れ、めまいなどの自律神経症状と空間認知（空間等の情報を収集する力）による強烈な不安感に襲われる。症状や度合は、患者によって様々だが軽度と重度の症状がある。しかし軽・重度患者ともに発作が表れる時に感じる心理的（空間認知など）印象としては、同じような傾向が見られ、漠然とした不安と空間の圧迫感や動悸、呼吸困難等でパニックに陥り、「倒れて死ぬのではないか？」などの恐怖感を覚える人が少なくない。先に挙げた自律神経症状以外にも手足のしびれや痙攣、吐き気、胸部圧迫のような息苦しさなどがあるが、それ自体が生命や身体に危険を及ぼすものではない。
また、パニック発作は時間経過とともに落ち着いていく。

### 予期不安
患者は、パニック発作に強烈な恐怖を感じる。このため、発作が発生した場面を恐れ、また発作が起きるのではないかと想像し、不安を募らせていく。これを予期不安という。そして、患者は神経質となりパニック発作が繰り返し生じるようになっていく。

### 広場恐怖
パニック発作の反復とともに、患者は発作が起きた場合にその場から逃れられないと妄想するようになる。さらに不安が強まると、患者は家にこもりがちになったり、一人で外出できなくなることもある。このような症状を広場恐怖（アゴラフォビア）という。広場恐怖の進展とともに、患者の生活の障害は強まり、社会的役割を果たせなくなっていく。そして、この社会的機能障害やそれに伴う周囲との葛藤が、患者のストレスとなり、症状の慢性化を推進する。

## 原因
発作が起こるメカニズムについては、解明がされていない。原因についてもまだ完全に解明されていないものの、脳内不安神経機構の異常によって起きると考えられている。パニック発作や予期不安、恐怖などもこの脳の機能のあらわれで、そこに何らかの誤作動が生じるために起こっていると考えられている。人の脳は、危険を察知すると警告を発するため、外敵や有害物質に対する情報を脳に送る。パニック障害は、この警報システムが誤作動を起こすことで、実際には起きていない危険情報によって生じた恐怖心が自律神経へと伝達されて、交感神経が誤って興奮状態となることで発作が引き起こされる、とする説が有力である。また、ストレスを感じやすい人、ストレスへの対処の苦手な人はパニック障害を発症しやすいというデータがある。
生育環境要因
アルコール依存症、薬物依存症、DV、共依存、HSP、PTSD 心的外傷後ストレス障害からなる発育環境を幼少期から持っている者の場合は、これらの環境から離れて自立することで改善されるケースもある。とくにPTSDを持ちながらパニック障害のみの症状を訴えて医療機関に受診するケースがあると治療者も根本的要因が分からないために治療も進まなくなるため、うつ病などの他の症状も訴える場合、ストレスや不安感が増えるごとに症状も増え治療自体が難治化する。
親子で共依存の生活を共に送っている場合はどちら側にもこの環境から離れることが互いの治癒になることもある。また、薬物依存などの物や人への依存対象がある際は依存対象に依存する理由とその現実を受け入れた上で離れることが自身の人生を幸せに生きるための治癒をもたらす可能性がある。
はじまりに耐え難い経験、恐怖心などを伴うトラウマを受けたあとでパニック障害のような症状出現の可能性は十分にある。PTSDの症状とパニック障害の治療は似て異なるが、パニック状態は同じであることもあり、これらをそれぞれ見極めるためには生い立ち要因を思い出すことが治療に有効である。
パニック障害ではなくPTSDの場合はパニック障害と治療法が異なることもあるが、発作の症状出現がPTSDの症状と同じ人がいる。この場合はパニック障害の治療では治らないことがあり人生の半分以上に渡り治療が必要になってしまう者の場合は、周囲にいた人々が自身に与えた影響はどんなものでどんな人物だったか、幼少期の発育環境要因を疑うことで自身の発作がPTSDと認識が変わると症状や治療との捉え方が変わることで発作が自然と改善、根治される可能性もある。ただし強い恐怖心などを伴う際は独断ではなく専門家の指導が必要である。
心理社会的仮説
直接の原因ではないが、ストレスや過労が最初の発作の原因になると考えられている。パニック発作が起きた状況が条件づけられ、しばしばその状況を避けるようになり、積み重なって最終的に広場恐怖が形成される。
生物学的仮説
脳のノルアドレナリンにより引き起こされる不安感がいきすぎないように抑える働きのあるセロトニンという神経伝達物質が不足したり、または受容体が鈍くなっているためではないか、という説。また、セロトニンの過剰によるという説もある。選択的にセロトニン系に作用する新しい抗不安薬（SSRI）が開発され、不安障害の治療に中枢セロトニン系が関与していることが明らかとなった。SSRIはほとんどの不安障害亜型に有効であることが明らかになり、古典的な抗不安薬であるベンゾジアゼピンよりも広い適応を有する。セロトニン系抗不安薬は扁桃体に投射するセロトニン系の機能を増強して不安・恐怖を減弱すると考えられる。

### 薬物による原因

#### 喫煙
喫煙はパニック障害の発症リスクを増加させ、これは広場恐怖症やパニック発作を持っているかどうかに関わらない。また若年時の喫煙はパニック発作の形成リスクを著しく高める。一方でその機序は十分には解明されておらず、一部に異論もある。喫煙は呼吸器に影響を与えるため、発作を引きおこす可能性がある。

#### カフェイン
カフェインのような覚醒作用を持つ物質の摂りすぎは、パニック発作の一般的な原因である。パニック障害を持つ人は、カフェインの不安誘導作用に敏感である。

#### アルコールと鎮静薬
米国のデータでは、パニック障害患者の30%がアルコールを摂取し、17%がその他の向精神薬を使用している。これは米国では一般的に61%がアルコールを使用し、7.9%がその他の向精神薬を使用していることと比較してである。娯楽薬物の使用やアルコールの使用は、症状を悪化させる。カフェイン、ニコチン、コカインなどの覚醒作用を持つ薬物は心拍数などのパニック症状を増加させるので症状を悪化させる。
アルコールは初期のパニック症状を緩和させる一方、中長期のアルコール使用はパニック障害を引き起こしたり悪化させ、とりわけアルコール離脱症候群では顕著である。この現象はアルコールに限らず、同様の作用機序を持つ薬物でも同じである。とくにベンゾジアゼピンはアルコール問題のある患者に対し、精神安定剤として多く処方されている。慢性的なアルコール乱用が症状を悪化させるのは、脳内化学機能の変化のためである。
ベンゾジアゼピンの断薬時に患者の10%が遷延性離脱症候群を経験し、それにはパニック障害も含まれる。遷延性離脱症候群は、離脱時の最初の数ヶ月間の間に見られるものと似ている傾向にあり、たいてい離脱当初の2-3ヶ月の間に見られる症状に比べて亜急性の水準の重症度である。
精神保健サービスに参加する患者においては、彼らのパニック障害や社会恐怖などの不安障害は、アルコール乱用または鎮静薬乱用によるものであった。アルコールや鎮静薬は、元来の不安を継続させたり悪化させる。アルコール乱用者や慢性的な鎮静薬使用者は、そういった薬物乱用が根底にあるため、症状の根本原因に対応しなければ、その他の治療や薬物によって利益を得られていない可能性がある。鎮静状態からの回復は、アルコール離脱症候群やベンゾジアゼピン離脱症候群のため一時的に悪化する。世界不安評議会は、ベンゾジアゼピンによる長期の不安治療については、耐性、精神機能障害、認知や記憶障害、身体的依存、ベンゾジアゼピン離脱症候群のために推奨していない。

## 診断
診断基準には、アメリカ精神医学会の『精神障害の診断と統計マニュアル』第4版(DSM-IV)が用いられることが多い。
パニック発作の基準は、動悸、心拍の増加、発汗、震え、息苦しさ、窒息感、胸の不快感、嘔気や腹部の不快感、めまい、現実感の喪失、自制できない恐怖、死への恐怖、感覚麻痺やうずきのような異常感覚、冷感や熱感といった4つ以上が発症し10分以内にピークとなることを要求している。
DSM-IVでは、パニック障害の診断基準Aが、予期しないパニック発作が繰り返して起こっており、発作についての心配が1か月以上続いていることを要求している。診断基準Bは、広場恐怖の有無である。
実際の臨床場面では、パニック障害は、広場恐怖を伴う慢性化したものと、広場恐怖を伴わない軽症例の2つに区分される。突然のパニック発作で始まり、予期不安を生じ、症状が持続するようになり、広場恐怖に進んでいくという経過の確認も、臨床診断においては、重要であるとされる。
診断基準Cが、他の薬物や身体疾患によるものでないことを、診断基準Dが他の精神障害ではないことを要求している。

### 鑑別診断
正常なパニックには著しさがない。健康な人の10%が著しくないパニック発作を経験しているが、パニック障害ではない。45歳以降の発症では、身体疾患や薬物が原因である可能性がある。
医学的疾患の原因には甲状腺機能亢進症や褐色細胞腫などがある。
車の事故など、実際の危険にさらされた場合にはパニック症状は生じうるし、銃をつきつけられるなどして起こるパニック発作は精神障害ではない。それらの体験を思い出すことによってパニック症状が起きている場合には、急性ストレス障害や心的外傷後ストレス障害の可能性がある。
薬物の生理作用によって、コカインや過剰なカフェインの摂取はパニック症状を誘発することがあり、物質誘発性不安障害である。また、アルコール、抗うつ薬や抗不安薬といった医薬品の離脱が症状を起こしたり悪化させることがある。
きっかけが特定できる場合には限局性恐怖症である。それが社交である場合には、社交不安障害である。

### 併発疾患
50 - 65%に生涯のいつの時点かにうつ病が併存し、また全般性不安障害25%、社交恐怖15 - 30%、特定の恐怖症10 - 20%、強迫性障害8 - 10%の併存があるといわれている。パニック障害の初診患者100名中86名は、何らかの睡眠障害を有する。

## 治療
治療には、心理療法と薬物療法があり、様々な治療が有効性を認められている。
英国国立医療技術評価機構(NICE)の2011年のガイドラインは、薬物乱用を併発している場合、その治療が優先されねばならないとしている。

### 心理療法
最も基礎的で重要なものが、「障害に対する医師の説明」「心理教育」である。パニック障害は、発作の不可解さと、発作に対する不安感によって悪化していく障害であり、医師が明確に症状について説明し、心理教育を行うことが全ての治療の基礎となる。たとえば、パニック発作で死に至ることはなく身体に害はないこと、発作は時間経過とともに自然に収まること、パニック障害も治療可能な病気であること、薬物療法と認知行動療法の併用によって効果的に治療できること等を、双方向のやりとりを通して患者の理解を確認しながら丁寧に伝えていく。
心理療法の中で有効性について最もよく研究されているのが、認知行動療法である。認知行動療法では「恐れている状況への曝露」「身体感覚についての解釈の再構築」「呼吸法」などの訓練・練習が行われ、基本的には不安に振り回されず、不安から逃れず、不安に立ち向かう練習を行う。
NICEは、パニック障害に対しては認知行動療法を用いなければならない（should be used）、その治療期間は妥当なものでなければならない（総計7-14時間）、多くの人では毎週一回 1 - 2時間のセッションを最大4か月行うと勧告している。
曝露療法（エクスポージャ療法）
曝露療法（エクスポージャー療法）は、パニック症に対する認知行動療法の中核となる技法である。事前に適切な心理教育を行い実施にあたっての不安を軽減するとともに、患者のペースや意志を尊重しながら、下記の2種類のエクスポージャー（不安を喚起する感覚や状況に自らの身を置くこと）の実施をサポートしていく。
1. 内部感覚エクスポージャー
パニック発作の症状である、身体の内部感覚の変化（動悸・息切れ・めまい・過呼吸など）に対して、エクスポージャーを行う。これにより、パニック発作の症状が時間経過とともに自然と治まること・体に無害であることや、症状を自らコントロールできることを、自らの体験を通して認識することができ、パニック発作に対する恐怖感が和らいでいく。すると、状況エクスポージャーの実施や、日々の生活の中で恐れている状況に直面することへの抵抗感も下がっていく。
2. 状況エクスポージャー
パニック発作の症状が出るかもしれないという不安のために避けている状況や場所に対して、エクスポージャーを行う。まず、患者の話に共感的に耳を傾けながら、比較的不安の少ない状況から不安の大きい状況まで列挙して整理する（不安階層表の作成）。その上で、不安の少ない状況から段階的に直面していき、「不安場面に直面しても、実際には自分が考えていたような恐ろしい結末は起こらない」・「不安場面に直面しても、時間の経過とともに、不安やパニック発作の症状が自然に消えてなくなる」・「エクスポージャーの実施を重ねるごとに、不安やパニック発作の症状が少なくなり、やがて出なくなる」ということを自らの体験を通して確かめていけるようサポートする。
これらが治療者の援助のもと繰り返し実施されることで、症状が消失していく。
また上記に加えて、曝露療法の実施前に、不安やパニック発作が時間経過とともに（もしくは実施を重ねるごとに）自然となくなっていくことを治療者がグラフによって示したり、実施後に、不安やパニック発作が時間経過とともに自然となくなっていったことを患者にグラフや表にして記録してもらったりして、不安やパニック発作は回避せずとも必ずなくなっていくという認識を持てるよう患者をサポートし、効果的な治療を行った事例も報告されている。
なお、呼吸法や漸進的筋弛緩法などのリラクセーション法も有効であり、治療者はそれらの技法を身につけられるよう患者をサポートする。ただし、主となる治療法は上記の曝露療法（エクスポージャー療法）であり、リラクセーション法は曝露療法の構成要素である内部感覚エクスポージャーや状況エクスポージャーを妨げる形で行われてはならないとされ、曝露療法の実施を促進するための補助的な技法として用いられる。

#### セルフヘルプ
NICEのガイドラインでは、患者に対し認知行動療法理論に基づく読書療法を提案しなければならない、利用可能な自助グループの情報を提供しなければならない、またエクササイズの一般的な有効性について情報提供しなければならないとしている。
さらに、リー (2016) は、パニックに対処するための自助手段として次のようなものを提示している。
- 「パニックの感覚は、不安に関連した正常な身体感覚であり、無害である点を思い出す（リー，2016，192頁20-21行）」
- 「不安はきわめて不快なものではあるが、本当に危険なわけではない（リー，2016，192頁23行）」
- 「十分に待ってみると、恐怖は去ってゆくだろう。こうすることによって、将来同じことが起こる可能性は少なくなるだろう（リー，2016，192頁27-28行）」
- 「不快な不安症状を減らすために、注意転換や呼吸制御法のような対処手段を活用する（リー，2016，192頁29行）」

### 薬物療法

#### 治療ガイドライン
アメリカ精神医学会(APA)の2009年の治療ガイドラインでは、薬物治療は、認知行動療法が利用できないとか薬物療法を希望する場合の選択である。ベンゾジアゼピン系抗不安薬はパニック障害の治療に対し有効であり、ベンゾジアゼピンと抗パニック作用のある抗うつ薬、心理療法のうち、どれを使うかは患者の病歴と体質を元に決めるべきであり、特定の治療法を推奨するには証拠が乏しいと報告している。またAPAではベンゾジアゼピンには即効作用という利益があるが、ベンゾジアゼピン依存症の危険性が存在すると付記している。
英国国立医療技術評価機構(NICE)の2011年のガイドラインでは、薬物療法を選択する場合はSSRIであり、その第一選択肢はセルトラリンを推奨し、それが効果を示さない場合は他のSSRI/SNRIを検討するとしている。ベンゾジアゼピンは長期的には予後の悪化に関連するため（短期間を除いて）処方すべきでない(should not)、抗ヒスタミン薬および抗精神病薬は処方してはならないと勧告している。また薬物療法を行う前には必ず、患者に利益・危険性・副作用について書面および口頭にて説明するよう、30歳以下の患者へのSSRI/SNRI処方には自殺リスクについて警告するよう勧告している。
2008年までの国内外の治療ガイドラインは、抗うつ薬とベンゾジアゼピンは有効性の差がないことと、第一選択としては副作用や忍容性からSSRIを推奨している。ベンゾジアゼピンの使用は、欧米のガイドラインは使用に慎重であり、第2選択以下か、初期の短期間に限定している。
アイルランド、オーストラリア、オランダ、カナダ、スウェーデン、デンマーク、ノルウェー、フィンランドなどでは、ベンゾジアゼピンを第一選択肢として推奨せず、投与は短期間に留めるべきだとしている（ベンゾジアゼピン薬物乱用#各国の状況を参照）。

#### 有効性
2014年の出版バイアスを除外したメタアナリシスから、抗うつ薬のパロキセチンの効果量（英語: Effect size）は、パニック障害に対して0.36であり、偽薬をわずかに上回ることが見いだされた。
ベンゾジアゼピン系薬を、規則的に服用するのではなく、必要な時にだけ飲むという方法は、認知行動療法の結果を悪くするという研究結果に基づき、さらに研究したところ薬物療法を行わない群が最も認知行動療法の利益を得ていた。

### イノシトール
イノシトールは、パニック障害や強迫性障害の患者が服用することで、その症状を緩和する作用が報告されており、不安の発生頻度やその程度を、顕著に低下させる効果があるとされる。また、イノシトールの高用量摂取が、抗うつ薬のフルボキサミンより症状の軽減に効果があったとする論文報告もある。

## 疫学

パニック障害の人口10万あたり障害調整生命年（2002年）
データなし
0-10
10-96.25
96.25-97.5
97.5-98.75
98.75-100
100-101.25
101.25-102.5
102.5-103.75
103.75-105
105-106.25
106.25-107.5
107.5+

何らかのパニック発作(PA)は、人口の22.7%が生涯に一度以上経験する。うちパニック障害(PD)と診断される者の生涯有病率は1.6% - 2.2%と言われ、これは英国では1.4%、日本でのサンプリング調査では0.8%（World Mental Health Japan Survey, 2002-2006）であった。
未治療率については、WHOは2004年に55.9%と推定している。日本の患者数の少なさについては、受診率の低さが上げられる。
広場恐怖症(AG)と関連があり、パニック障害とAGが併発する生涯有病率が1.1%、パニック発作とAGが併発する併発は0.8%とされる。PD-AGではPD重症度スケールも高い。
パニック障害にうつ病、人格障害、アルコール依存症を併発する場合が多く、日本では約5 - 6割、欧米では約5 - 6割といった統計も出されている。

## 歴史
『精神障害の診断と統計マニュアル』第2版、DSM-IIにおける不安神経症は、1980年のDSM-IIIにて、パニック発作を持つパニック障害と、パニック発作がなく不安が持続している全般性不安障害へと分離された。
1968年のDSM-IIは不安神経症について、パニックにまで至る過剰な不安の特徴があるとしていたが、1964年にはドナルド・クラインが、実際にはパニックは不安とは別であるとした論文を発表した。クラインは、DSM-IIIの製作のメンバーであった。
1980年にDSM-IIIが登場すると、パニック障害は強烈な心配が突然始まり、発汗や失神のような特徴を持つ独自のものに変わった。ベンゾジアゼピン系の抗不安薬は乱用が問題となったことから販売数が低下していた。アップジョン社は、アルプラゾラムをザナックスの商品名で市場に出したところであり、このベンゾジアゼピン系薬をこの新しいパニック障害に結びつけようと、試験に資金提供を行い強く信頼できる結果は出なかったにもかかわらず、1990年までにはパニック障害に対する最新の薬となった。内部のものは冗談でアップジョン病と呼んだ。
選択的セロトニン再取り込み阻害薬(SSRI)であるパロキセチンは、1991年にイギリスでセロキサットの名で、1992年にアメリカでパキシルの名で発売され、不安障害の治療をターゲットにし、医師はベンゾジアゼピン系と同様、依存性を懸念した。販売後、有害事象報告システムから離脱症状の報告がはじまり、半減期の短さが考えられた。
英米の治療ガイドラインは現在では、SSRIを第一選択として、ベンゾジアゼピン系薬は第2選択以下か短期間の使用に限るという位置づけに置かれている。